# 경화궁주
경화궁주(敬和宮主, 생몰년 미상)는 고려(高麗)의 공주(公主)이다. 공양왕(恭讓王)과 순비 노씨(順妃 盧氏)의 셋째 딸이다.

## 생애

### 가계
고려의 마지막 왕인 공양왕과 순비 노씨의 3녀이며, 생몰년은 명확하지 않다. 성은 왕권은 이성계 일파에게 있었고, 1392년(공양왕 4년) 마침내 이성계가 조선을 세우면서 고려는 막을 내리게 된다. 공양왕은 1394년(조선 태조 3년) 사사되었다. 한편 숙녕궁주의 어머니 순비 노씨는 창성군 노진의 딸로, 1389년(공양왕 원년) 왕비에 책봉되었으며 경화궁주를 비롯한 1남 3녀를 낳았다.

### 공주 시절
경화궁주는 원래 공민왕의 제3비 익비 한씨의 집에서 양육되었다. 익비는 이 공으로 1390년(공양왕 2년) 음력 2월 땅을 하사받았다. 한편 경화궁주는 1390년(공양왕 2년) 음력 윤4월 17일 다른 두 자매와 함께 궁주로 책봉되어 경화궁주(敬和宮主)가 되었다. 그리고 이 해 음력 8월 진원군 강회계와 혼인하였다.

### 고려 멸망 후
1392년(공양왕 4년) 음력 7월 고려가 멸망한 후의 경화궁주에 대한 기록은 남아있지 않다. 따라서 어디서 지냈으며 언제 사망했는지, 그리고 어디에 매장되었는지 조차도 알 수 없다. 호는 경화궁주(敬和宮主)이다.
한편 경화궁주의 아버지 공양왕과 남매 왕석 등 3명은 1394년(태조 3년) 음력 4월 17일 유배지인 강원도 삼척에서 모두 교살되었다.

### 남편 강회계
경화궁주는 강회계와 혼인하였다. 강회계는 진주 강씨 강시의 아들이며, 강회중이 동생이다. 강회계는 고공좌랑에 있다가 1390년(공양왕 2년) 음력 1월 23일 세자 왕석의 세자시학에 임명되었으며, 이 해 음력 8월 진원군에 봉해졌다. 그러나 1392년(공양왕 4년) 음력 7월 공양왕이 폐위될 때, 손윗동서 단양군 우성범(정신궁주의 남편)과 함께 이성계 일파에게 참수되었다.
한편 경화궁주의 시아버지 강시는 조선 개국 후 유배를 갔다가 1397년(태조 6년) 음력 5월 29일 서울로 소환되었으며, 태종이 즉위하던 날인 1400년(정종 2년) 음력 11월 13일 향년 62세를 일기로 죽었다. 강시에게는 사후 공목(恭穆)의 시호가 올려졌다.

## 가계
- 부왕 : 공양왕(恭讓王, 1345~1394, 재위:1389~1392)
- 모후 : 순비 노씨(順妃 盧氏)
  - 남매 : 정성군 석(定城君 奭, ? ~1394)
  - 언니 : 숙녕궁주(肅寧宮主)
  - 언니 : 정신궁주(貞信宮主, ? ~1421 이후)
  - 남편 : 강회계(姜淮季, ?~1392)
- 시아버지 : 강시(姜蓍, 1339~1400)